# Helena Normanton

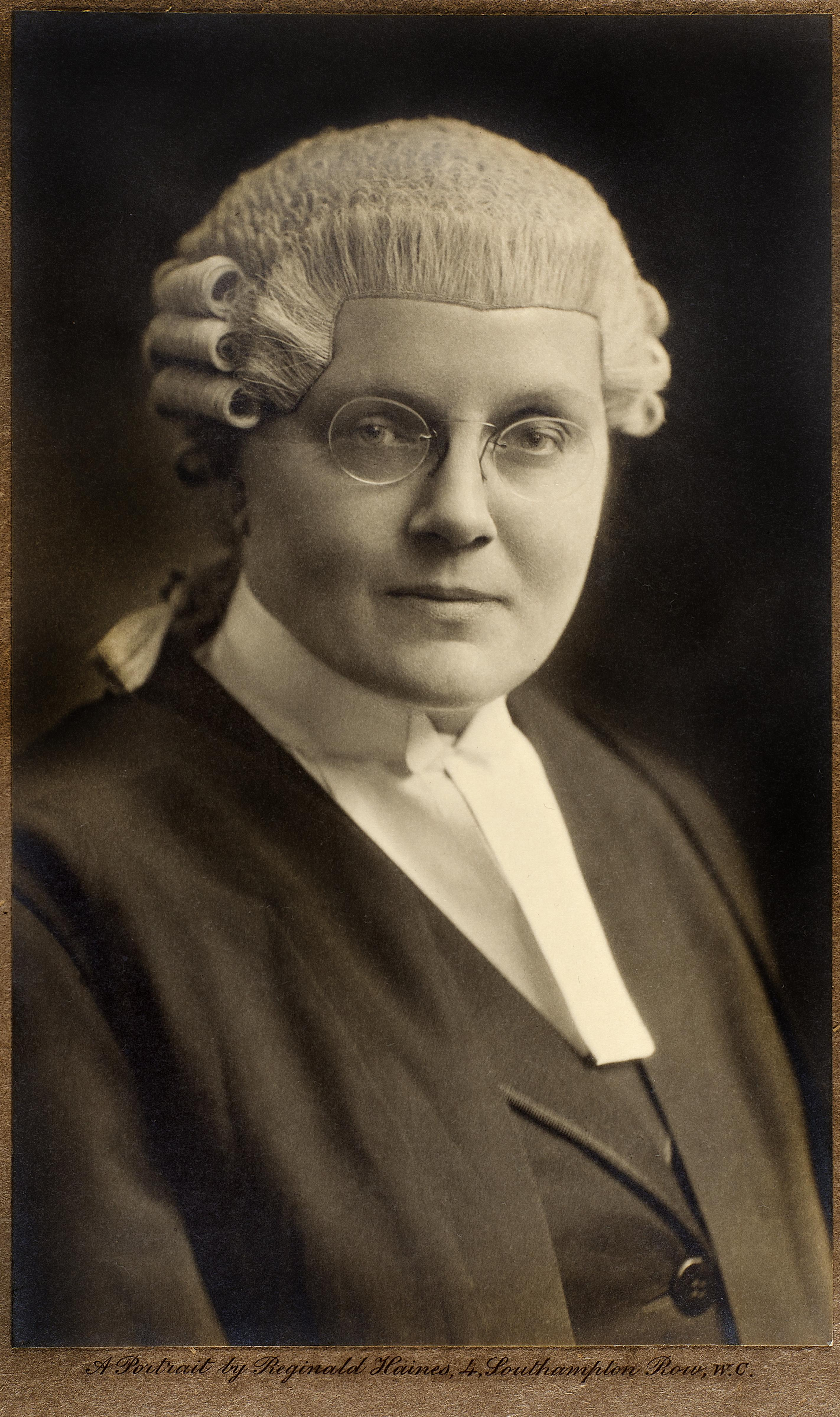
Helena Normanton um 1930

 Helena Normanton  QC (* 14. Dezember 1882 in London, England; † 14. Oktober 1957 in England) war eine Rechtsanwältin und Aktivistin. Sie wurde 1922 als erste Frau Großbritanniens als Barrister zugelassen.

## Leben und Werk
Normanton war die ältere von zwei Töchtern von Jane Amelia und dem Klavierbauer William Alexander Normanton. 1886 wurde ihr Vater tot in einem Eisenbahntunnel gefunden und ihre Mutter zog mit den Töchtern nach Brighton, um ein Lebensmittelgeschäft und später eine Pension zu leiten. Normanton erhielt 1896 ein Stipendium an der York Place Science School in Brighton, dem Vorläufer der Varndean School for Girls. 1900 verließ sie die Schule als Lehrerin und half nach dem Tod ihrer Mutter, die Pension der Familie zu leiten und studierte von 1903 bis 1905 an der Lehrerausbildungsstätte am Edge Hill College in Liverpool. Als externe Studentin hörte sie moderne Geschichte an der Universität London und schloss ihr Studium mit Auszeichnung ab. Sie erhielt ein schottisches Sekundarlehrerdiplom und ein Diplom in französischer Sprache, Literatur und Geschichte von der University of Dijon. Sie lehrte Geschichte an der University of Glasgow und der Universität London und war eine Zeit lang Tutorin für die Söhne des Abgeordneten Baron de Forest.

## Juristische Karriere

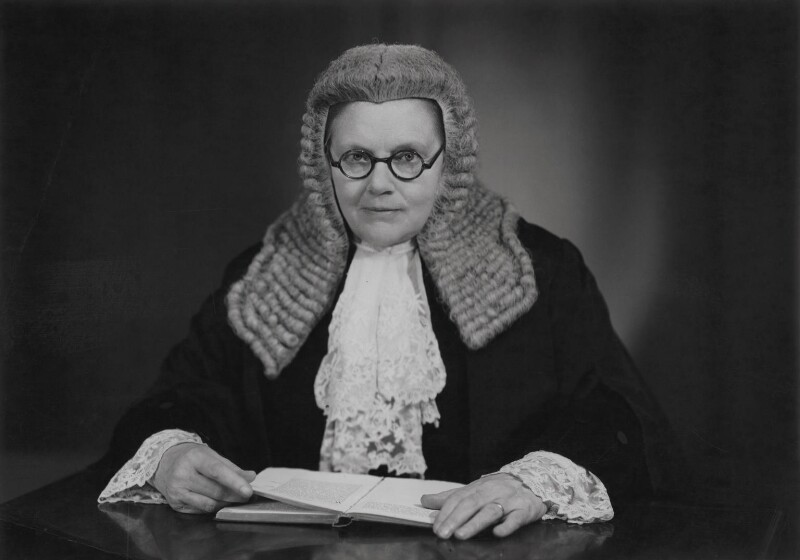
Helena Normanton um 1950

Als sie 1918 zum ersten Mal beantragte, in die Anwaltskammer Middle Temple aufgenommen zu werden, erhielt sie eine Ablehnung, weil sie eine Frau war. Daraufhin reichte sie eine Petition beim House of Lords ein. Bevor der Fall jedoch verhandelt wurde, wurde der Sex Disqualification (Removal) Act 1919 verabschiedet und innerhalb weniger Stunden nach ihrer erneuten Bewerbung wurde sie in den Middle Tempel aufgenommen. Nachdem sie ihre Prüfungen bestanden hatte, wurde sie in die Anwaltskammer berufen.
Am 26. Oktober 1921 heiratete sie Gavin Bowman Watson Clark (1873–1948), den Sohn des schottischen Politikers Gavin Brown Clark. Ihr Antrag, ihren Mädchennamen nach ihrer Heirat beizubehalten, stieß auf großes öffentliches Interesse. Sie war die erste verheiratete britische Frau, der 1924 ein Pass auf ihren Mädchennamen ausgestellt wurde. Sie kämpfte auch für das Recht von Frauen, die Ausländer heirateten, ihre britische Staatsangehörigkeit zu behalten.
Von 1936 bis 1954 war Normanton ehrenamtliche Rechtsberaterin der Women’s Engineering Society und trat die Nachfolge von Theodora Llewelyn Davies an. Sie setzte sich für eine Scheidungsreform ein und war Präsidentin der Married Women’s Association.
Zusammen mit der Rechtsanwältin Rose Heilbron wurde sie 1949 als erste Frau in die Reihen der King’s Counsels aufgenommen, die in Rechtsfällen vor dem Oberhaus auftreten dürfen. Die Berufung der beiden Frauen machte Kopfzerbrechen wegen ihrer Amtstracht und der König entschied, dass die Königlichen Rätinnen Rock und Talar wie ihre männlichen Kollegen tragen und an Stelle der Bäffchen ein Spitzenjabot.
Normanton arbeitete bis zu ihrer Pensionierung 1951. Um ihr Einkommen aufzubessern, schrieb sie Kriminalromane oder Zeitschriftenartikel. Unter dem Pseudonym Cowdray Browne veröffentlichte sie 1927 den Kriminalroman Oliver Quendons First Case. Als Autorin der dreizehnten Ausgabe der Encyclopaedia Britannica veröffentlichte sie auch zwei Bücher über berühmte Fälle, den Prozess gegen Norman Thorne (1929) und den Prozess gegen Alfred Arthur Rouse (1931). Sie veröffentlichte zahlreiche Artikel und Studien zu unterschiedlichen Themen.

## Englische Pionierin im Rechtswesen
Sie war die zweite Frau, die am 17. November 1922 kurz nach Ivy Williams an die Anwaltskammer berufen wurde. Sie war die erste Frau, die sich für einen Mandanten scheiden ließ, die erste Frau, die 1948 die Strafverfolgung in einem Mordprozess leitete, und die erste Frau, die 1925 einen Prozess in Amerika durchführte und 1922 vor dem High Court of Justice und 1924 vor dem Old Bailey erschien. 1949 war sie zusammen mit Rose Heilbron eine der ersten beiden weiblichen King’s Counsel an der Anwaltskammer.
Sie achtete darauf, dass sie als die erste Rechtsanwältin bekannt war, die in England praktizierte und nicht als die erste Rechtsanwältin. Die Unterscheidung war ihr wichtig, da sie während ihrer langen und erfolgreichen Karriere unter den Vorwürfen der Eigenwerbung gelitten hatte, die gegen sie erhoben wurden.

## Weitere Aktivitäten
Normanton gründete die Magna Carta Society und diente als Ehrensekretärin von 1921 bis 1953. Sie lernte Italienisch und besuchte mehrmals Italien, wobei sie 1935 Benito Mussolini traf. Nach dem Zweiten Weltkrieg blieb sie als Mitglied der britischen Six Point Group und des Council of Professional Women in feministischen Kreisen aktiv. 1953 nahm sie an einer Frauendemonstration gegen die Atombombe teil.

## Ehrungen
- 2019 wurde 218 Strand Chambers[4] zu ihren Ehren in Normanton Chambers umbenannt, womit erstmalig eine Anwaltskammer nach einer Frau benannt wurde[5].
- Die Edge Hill University benannte eines ihrer Wohnheime ihr zu Ehren Normanton.
- Die Women’s Library in London besitzt ihr persönliches Archiv.
- 2020 gründete die Rechtsanwältin Karlia Lykourgou als Ausstatterin für Gerichtskleidung für Frauen die Firma Ivy & Normanton, zu Ehren von Ivy Williams und Helena Normanton.

## Veröffentlichungen (Auswahl)
- 1915: Sex differentiation in salary.
- 1915: India in England.
- 1927: Oliver Quendon’s First Case. (Kriminalroman, veröffentlicht unter dem Pseudonym Cowdray Browne)
- 1929: The trial of Norman Thorne: the Crowborough chicken farm murder.
- 1931: Trial of Alfred Arthur Rouse.
- 1932: Everyday law for women.
- 1945: The Trial of Mrs. Duncan.